# Marcel Meran
Marcel Meran war ein französischer Segler.

## Erfolge
Marcel Meran, der für den Yacht Club de France und den Cercle de la Voile de Paris segelte, nahm an den Olympischen Spielen 1900 in Paris teil, wo er in drei Wettbewerben antrat. Als Crewmitglied der Yacht Scamasaxe gelang ihm in der gemeinsamen Wettfahrt kein Zieleinlauf. Die erste Wettfahrt in der Bootsklasse 0,5 bis 1 Tonne schloss er dagegen mit Skipper Émile Michelet auf dem dritten Platz ab und wurde in der zweiten Wettfahrt sogar Zweiter.